# Conway County
Conway County är ett county i delstaten Arkansas, USA. År 2000 hade countyt 20 336 invånare. Den administrativa huvudorten (county seat) är Morrilton. 

## Geografi
Enligt United States Census Bureau har countyt en total area på 1 469 km². 1 440 km² av den arean är land och 28 km²  är vatten.

### Angränsande countyn
- Van Buren County - nord
- Faulkner County - öst
- Perry County - syd
- Yell County - sydväst
- Pope County - väst